# Spoorlijn Remscheid-Lennep - Wuppertal-Rauenthal
De spoorlijn Remscheid-Lennep - Wuppertal-Rauenthal is een Duitse spoorlijn tussen Remscheid en Wuppertal. De lijn is als spoorlijn 2703 onder beheer van DB Netze.

## Geschiedenis
Het traject werd door de Preußische Staatseisenbahnen in fases geopend: 
- Remscheid-Lennep - Krebsöge: 1 maart 1886
- Krebsöge - Dahlerau:  1 december 1886
- Dahlerau - Beyenburg: 1 november 1888
- Beyenburg - Wuppertal-Rauenthal: 3 februari 1890

Het gedeelte tussen Remscheid-Lennep en Krebsöge werd gesloten in 1954, het gedeelte tussen Krebsöge en Wuppertal-Rauenthal in 1989.

## Aansluitingen
In de volgende plaatsen is of was er een aansluiting op de volgende spoorlijnen:
Remscheid-Lennep
DB 2700, spoorlijn tussen Remscheid-Lennep en Wuppertal-Rauenthal
DB 2705, spoorlijn tussen Remscheid-Lennep en Remscheid-Hasten
Krebsöge
DB 2704, spoorlijn tussen Krebsöge en Anschlag
Wuppertal-Rauenthal
DB 2700, spoorlijn tussen Wuppertal-Oberbarmen en Opladen
DB 2702, spoorlijn tussen Wuppertal-Rauenthal en Wuppertal-Langerfeld